# California coastal prairie

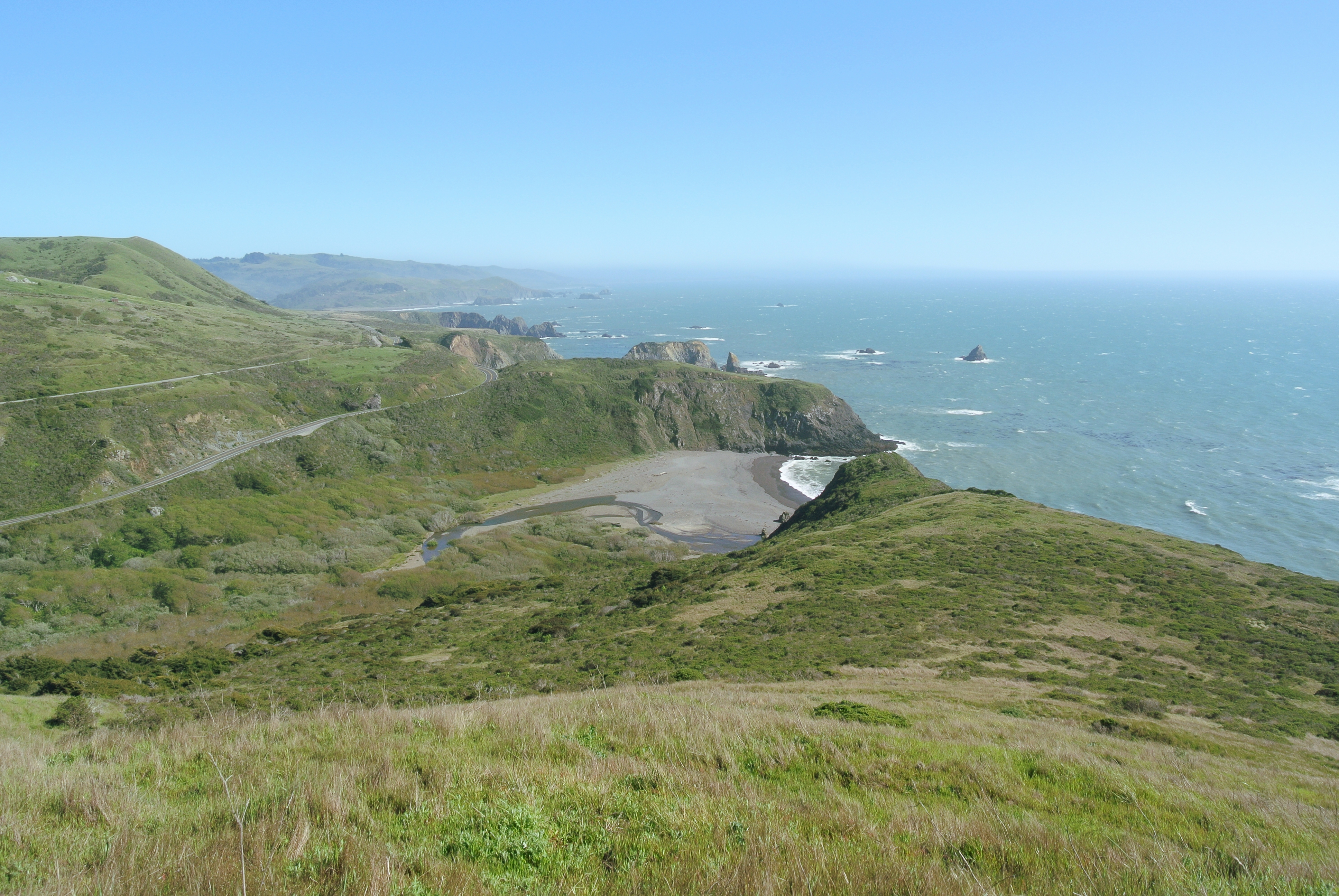
Grasland im Sonoma Coast State Park

Als California coastal prairie wird eine Form des Graslands bezeichnet, die etwa von Los Angeles, Kalifornien, bis in den Süden Oregons entlang der Pazifikküste zu finden ist. Wind, Feuer, salzige Gischt und Beweidung verhindern das Wachstum von Bäumen und Sträuchern und bilden so dieses offene Grasland. Wenn die Beweidung eingestellt wird und/oder Feuer ausbleiben, verwaldet das Gelände. Den Erdboden der coastal prairie bildet nährstoffreicher, dunkler Mollisol. Angrenzend an das Grasland findet sich häufig Northern coastal scrub, ein Buschlandtyp, der ebenfalls in Kalifornien und Oregon vorkommt.
California coastal prairie ist der artenreichste Graslandtyp Nordamerikas und ist gleichzeitig der am meisten durch Verbauung beeinträchtigte Landschaftstyp der Vereinigten Staaten. Etwa 24 Prozent dieses Landschaftstyps wurden überbaut. 
Zu den typischen Arten oder Gattungen dieser Pflanzengesellschaft zählen unter anderem die Süßgrasgattungen Danthonia und Schwingel (Festuca). Daneben finden sich  Adlerfarne (Pteridium), die Douglas-Iris (Iris douglasiana), Dichelostemma capitatum und Sisyrinchium bellum. Die gefährdete Holocarpha macradenia findet sich vereinzelt. Neben dieser Art sind zahlreiche andere gefährdete Arten vor allem auf beweideten Bereichen des Graslandes zu finden und verschwinden ohne das Grasen der Schafe oder Rinder. Typisch für das Grasland ist, dass es auch im Sommer grün bleibt und nicht verdorrt, weswegen es für die Beweidung ideal ist. 
Große Gefahren für den Landschaftstyp stellen die Landwirtschaft und Bebauung dar, aber auch durch den Menschen eingeschleppte Neobiota wie etwa Regenwürmer, Schnecken, Ohrwürmer und insbesondere Gräser zerstören den Lebensraum zunehmend. Wolliges Honiggras (Holcus lanatus), Rohr-Schwingel (Festuca arundinacea) und Phalaris aquatica zählen zu den bedeutendsten eingeschleppten Gräsern, die allerdings durch gezielte Beweidung im Gegensatz zur robusteren nativen Flora dezimiert werden können. 
Typische Vorkommen der California coastal prairie sind Point Reyes National Seashore und der Küstenstreifen des Redwood-Nationalparks.